# Прапор Ківерцівського району
Пра́пор Кі́верцівського райо́ну — офіційний символ Ківерцівського району Волинської області, затверджений 25 травня 2001 року п'ятнадцятою сесією Ківерцівської районної ради вісімнадцятого скликання.
Автор прапора Ківерцівського району: Кузьмич Степан Миколайович(художник-дизайнер)

## Опис
Прапор Ківерцівського району являє собою прямокутне зелене полотнище у співвідношенні ширини прапора до його довжини 2:3, що обрамлене з нижнього і верхнього країв блакитною смугою розмір якої 1/5 від ширини полотнища У центрі прапора — зображення зубра золотого кольору.
Древко прапора району дерев'яне. Верхівка древка має форму видовженої на конус кулі.
Лицьова і зворотна сторони прапора району ідентичні. Прапор Ківерцівського району має оригінал і дублікати, розміри яких відповідають меті їх використання.